# Adieu (single)
"Adieu" é um single da banda alemã de Neue Deutsche Härte, Rammstein sendo lançado no dia 25 de novembro de 2022, sendo o quinto e último single do oitavo álbum "Zeit".

## Antecedentes e videoclipe
No início de novembro de 2022, informações de que um novo vídeo seria lançado foram divulgadas em diversas páginas da internet, inclusive de que o novo vídeo seria dirigido por Eric Remberg (Specter Berlin), o diretor do vídeo de "Deutschland". Em 8 de novembro, a Amazon da França listou o single em pré-venda, já anunciando a capa e data de seu lançamento.
Em 21 de novembro de 2022, a banda anunciou oficialmente a data do lançamento do single e do videoclipe por meio de um teaser, onde mostram luzes vermelhas, semelhantes com as que podem ser vistas no video de Deutschland, saindo de dentro de uma sala que tem suas portas fechadas, como um cofre. Na porta está escrito "Mutter-22", e então o vídeo termina mostrando o título da música e sua data de lançamento.
O vídeo foi filmado em Paris no início de maio de 2022, pouco antes de iniciar sua turnê pela Europa. As filmagens foram feitas ao longo de 3 dias – incluindo uma noite na Ópera Garnier. Foi a primeira vez que a ópera permitiu o uso de explosivos em seu mármore, abrindo também uma exceção única para a banda usar fumaça no local.

## Lista de faixas
| N.º | Título                                | Duração |  |
| 1.  | "Adieu"                               | 4:38    |  |
| 2.  | "Adieu" (Remix por Richard Z. Kruspe) | 4:42    |  |
| 3.  | "Adieu" (Remix por Andrea Marino)     | 4:04    |  |

## Histórico de lançamento
| Região         | Data                   | Formatos                    | Gravadora                      | Número no catálogo | Ref.  |
| -------------- | ---------------------- | --------------------------- | ------------------------------ | ------------------ | ----- |
| Mundo          | 25 de novembro de 2022 | Download Digital, Streaming | Universal Music Vertigo Berlin | —                  | —     |
| União Europeia | 25 de novembro de 2022 | CD                          | Universal Music Vertigo Berlin | 0602448165596      | [ 5 ] |
| União Europeia | 25 de novembro de 2022 | 10-inch                     | Universal Music Vertigo Berlin | 0602448165626      | [ 6 ] |

## Desempenho nas paradas
| Paradas (2022)                        | Melhor posição |
| ------------------------------------- | -------------- |
| Alemanha (Offizielle Deutsche Charts) | 13             |